# Regionalwahl im Piemont 1990
Die Regionalwahl im Piemont 1990 fand am 6. und 7. Mai statt.

## Wahlergebnis
| Listen            | Listen                                        | Stimmen   | %    | Mandate |
| ----------------- | --------------------------------------------- | --------- | ---- | ------- |
|                   | Democrazia Cristiana                          | 814.359   | 27,9 | 18      |
|                   | Partito Comunista Italiano                    | 663.468   | 22,8 | 14      |
|                   | Partito Socialista Italiano                   | 445.768   | 15,3 | 9       |
|                   | Lega Lombarda – Lega Nord                     | 148.450   | 5,1  | 3       |
|                   | Partito Liberale Italiano                     | 120.677   | 4,1  | 2       |
|                   | Partito Repubblicano Italiano                 | 116.344   | 4,0  | 2       |
|                   | Lista Verde                                   | 113.760   | 3,9  | 2       |
|                   | Movimento Sociale Italiano – Destra Nazionale | 104.851   | 3,6  | 2       |
|                   | Partito Socialista Democratico Italiano       | 92.559    | 3,2  | 2       |
|                   | Verdi Arcobaleno                              | 80.492    | 2,8  | 2       |
|                   | Union Piemontèisa                             | 66.904    | 2,3  | 1       |
|                   | Partito Pensionati                            | 39.539    | 1,4  | 1       |
|                   | Antiproibizionisti sulla Droga                | 33.718    | 1,2  | 1       |
|                   | Democrazia Proletaria                         | 30.927    | 1,1  | 1       |
|                   | Lista Pensionati                              | 17.394    | 0,6  | –       |
|                   | Verdi di Centro                               | 7.413     | 0,3  | –       |
|                   | Piemonte Anticaccia                           | 6.682     | 0,2  | –       |
|                   | Partito degli Automobilisti                   | 4.775     | 0,2  | –       |
|                   | Lista Azzurra                                 | 3.917     | 0,1  | –       |
|                   | Partito Democratico – CAP                     | 2.163     | 0,1  | –       |
| Gesamt            | Gesamt                                        | 2.914.160 | 100  | 60      |
|                   |                                               |           |      |         |
| Ungültige Stimmen | Ungültige Stimmen                             | 309.883   | 9,6  |         |
| Wähler            | Wähler                                        | 3.224.043 | 89,0 |         |
| Wahlberechtigte   | Wahlberechtigte                               | 3.623.714 |      |         |